# Pilot Point (Texas)
Pilot Point es una ciudad ubicada en el condado de Denton en el estado estadounidense de Texas. En el Censo de 2010 tenía una población de 38.56 habitantes y una densidad poblacional de 440,87 personas por km².

## Geografía
Pilot Point se encuentra ubicada en las coordenadas 33°23′46″N 96°57′10″O / 33.39611, -96.95278. Según la Oficina del Censo de los Estados Unidos, Pilot Point tiene una superficie total de 8.75 km², de la cual 8.74 km² corresponden a tierra firme y (0.09%) 0.01 km² es agua.

## Demografía
Según el censo de 2010, había 38.56 personas residiendo en Pilot Point. La densidad de población era de 440,87 hab./km². De los 38.56 habitantes, Pilot Point estaba compuesto por el 75.57% blancos, el 3.79% eran afroamericanos, el 1.71% eran amerindios, el 0.31% eran asiáticos, el 0% eran isleños del Pacífico, el 15.79% eran de otras razas y el 2.83% pertenecían a dos o más razas. Del total de la población el 28.22% eran hispanos o latinos de cualquier raza.